# Alyxia fascicularis
Alyxia fascicularis är en oleanderväxtart som först beskrevs av Nathaniel Wallich och George Don jr, och fick sitt nu gällande namn av Joseph Dalton Hooker. Alyxia fascicularis ingår i släktet Alyxia och familjen oleanderväxter. Inga underarter finns listade i Catalogue of Life.